# Hampton (New Hampshire)
Hampton is een plaats (town) in de Amerikaanse staat New Hampshire, en valt bestuurlijk gezien onder Rockingham County.

## Demografie
Bij de volkstelling in 2000 werd het aantal inwoners vastgesteld op 14.937.

## Geografie
Volgens het United States Census Bureau beslaat de plaats een oppervlakte van 37,7 km², waarvan 33,7 km² land en 4 km² water. Hampton ligt op ongeveer 15 m boven zeeniveau.

## Plaatsen in de nabije omgeving
De onderstaande figuur toont nabijgelegen plaatsen in een straal van 16 km rond Hampton.